# Grote sluis Vianen
De Grote sluis Vianen is een schutsluis tussen de Lek en het Merwedekanaal bezuiden de Lek, te Vianen in de Nederlandse provincie Utrecht. De vaarweg is CEMT-klasse IV. De maximaal toegestane afmetingen zijn (L × B × D) 100 × 10,5 × 2,8 meter.
De sluis heeft twee achter elkaar gelegen schutkolken van 120 m lengte, wijdte 11,8 m, kolkbreedte 23,6 m, diepte buitendrempel NAP –3,6 m, diepte midden- en binnendrempel KP –3,6 meter. Er is een dubbele ophaalbrug - de Hoge brug - over het buitenhoofd, hoogte in gesloten stand NAP +6,7 m, met een doorvaartbreedte van 11,8 meter.
Over het binnenhoofd ligt de Julianabrug, een ophaalbrug, hoogte in gesloten stand KP +3,6 meter, met een doorvaartbreedte van 11,8 meter.
De sluis en bruggen kunnen via de marifoon worden aangeroepen op VHF-kanaal 22. Er wordt geen brug- of sluisgeld geheven.
In het bedieningshuis van de sluis is ook de Centrale post van de bediening van een deel van de bruggen in het Merwedekanaal gevestigd. Na de Bazelbrug (~12 km naar het zuidwesten) neemt de Bedieningscentrale Gorinchem Grote Merwedesluis Gorinchem de bediening over.

## Foto's

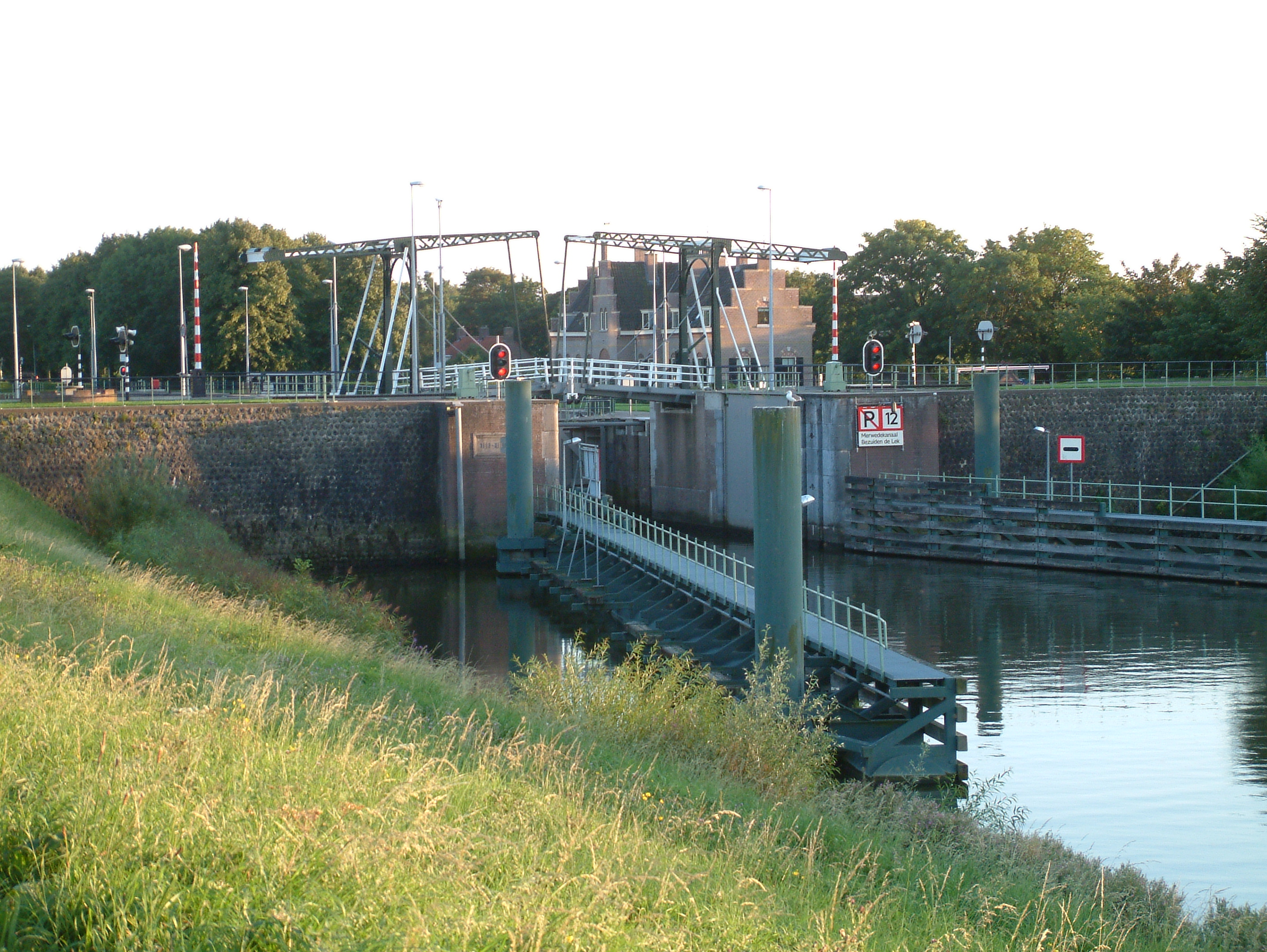
Hoge brug
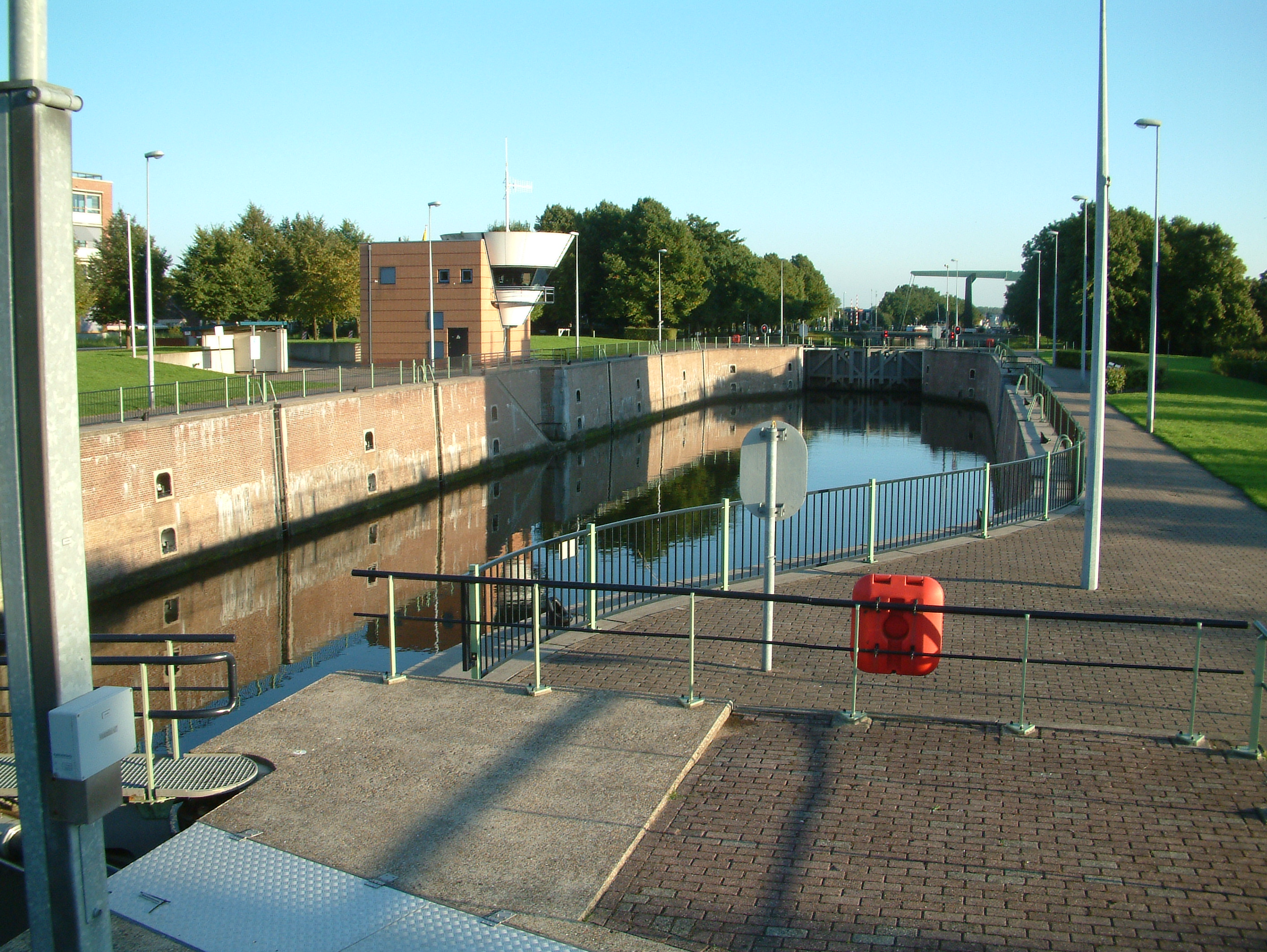
Noordelijke kolk
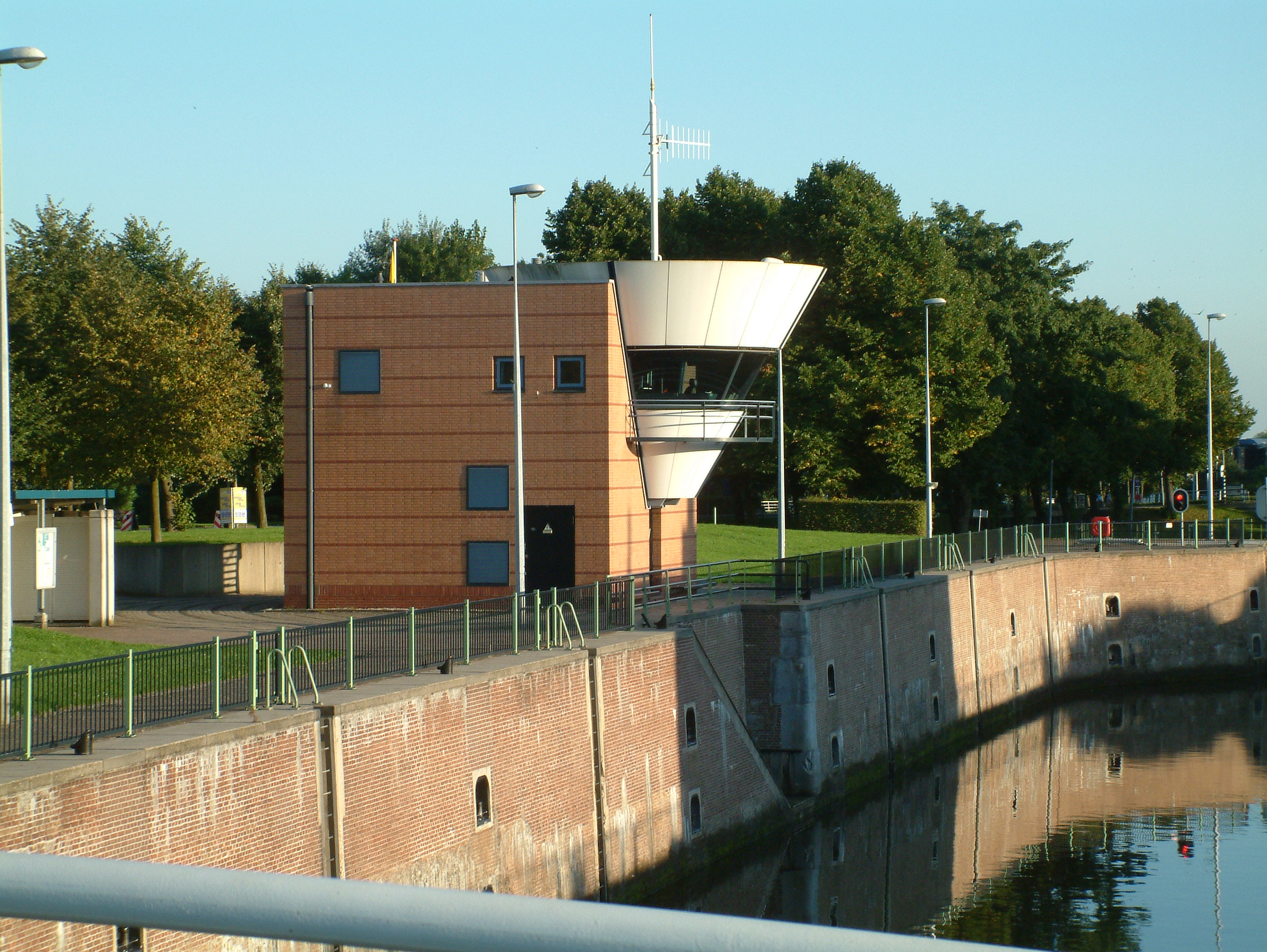
Bedieningshuis
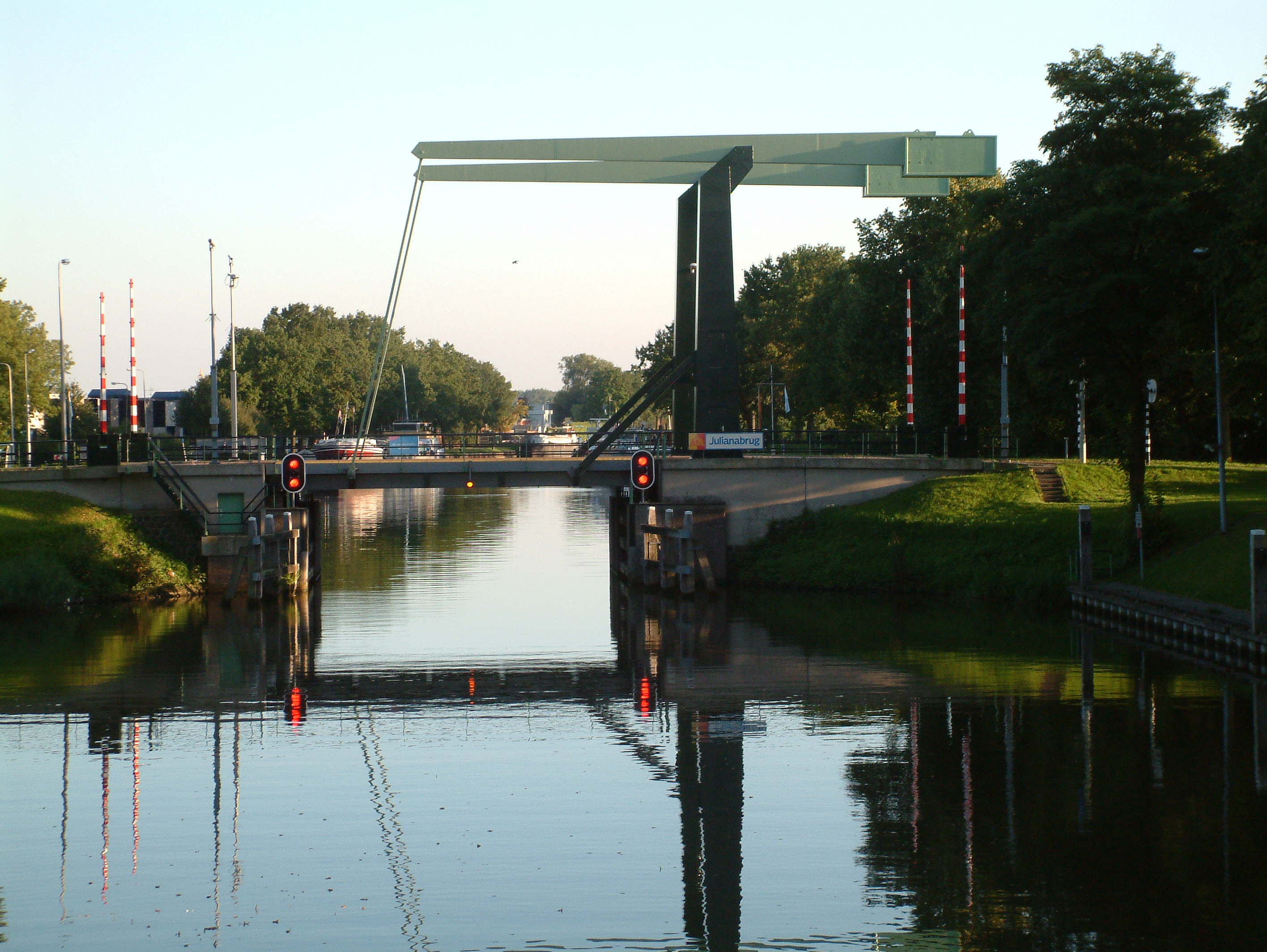
Julianabrug